# Blaues Auge

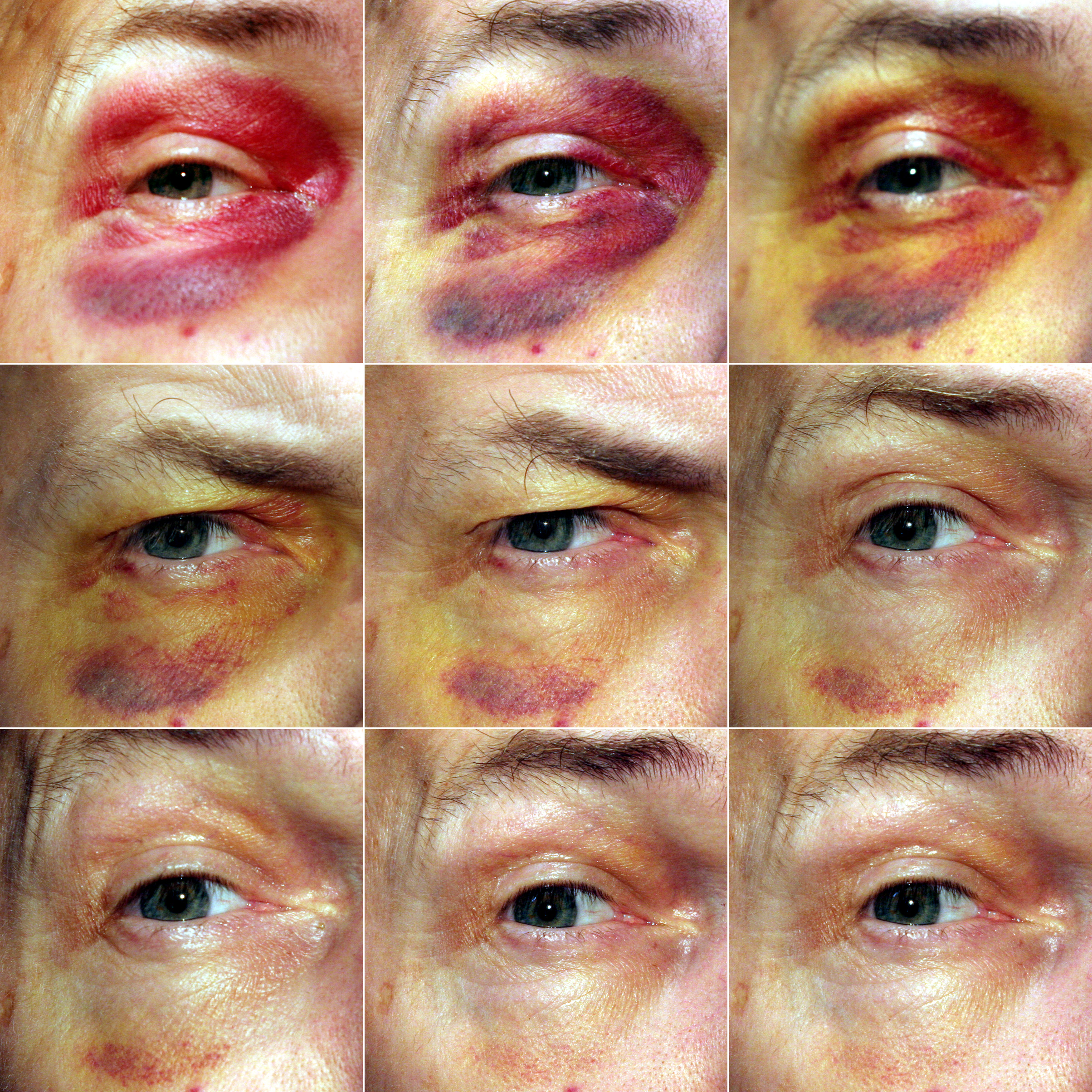
Zeitlicher Verlauf eines blauen Auges über neun Tage

Als blaues Auge (ugs. auch Veilchen) bezeichnet man eine innere Blutung im Lidbereich des Auges. Die Blutung (auch Hämatom oder Bluterguss) lässt das Gewebe um das Auge geschwollen und bläulich-rot erscheinen.
Der Bluterguss entsteht durch äußere Einwirkungen auf den Augenbereich in Form einer Prellung. Diese kann durch einen Schlag (Boxkampf, Schlägerei) oder Stoß (Kollision mit Hindernis, Sturz auf den Boden) entstanden sein. Auch stellt es eine typische Verletzung für Torhüter in Ballsportarten dar.

## Behandlung
Um die Heilung zu fördern, ist das Auge kühl zu halten. Einen in ein Handtuch eingewickelten Kühlkörper an das Auge zu halten hilft, die Schwellung zu mindern. Wird das Auge ausreichend mit Salbe und/oder Kühlung versorgt, sollte das blaue Auge in einigen Tagen verheilt sein. Die Heilung ist vom körperlichen Gesamtzustand, der Schwere der Schwellung und sonstigen Verletzungen am Auge abhängig. Nach einer Woche sollte der Augenarzt zu einer Nachuntersuchung aufgesucht werden.

## Brillen- und Monokelhämatom

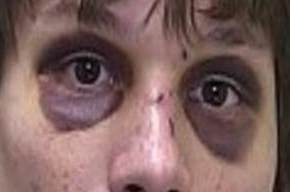
Brillenhämatom

Der Ausdruck Brillenhämatom bezeichnet ringförmige Blutergüsse um beide Augen. Aus differentialdiagnostischer Sicht ist es von einem gewöhnlichen blauen Auge abzugrenzen. In der Regel werden diese Hämatome durch eine bläuliche, manchmal auch braune Färbung sichtbar. Wenn lediglich ein Auge einen solchen Bluterguss aufweist, wird von einem sogenannten Monokelhämatom gesprochen. Auch wenn Augen und deren Umgebung unverletzt sind, können diese Hämatome Indizien für eine Schädelbasisfraktur sein. Obwohl sie auch bei einem in den Knochen metastasierten Neuroblastom auftreten können, entstehen Brillen- oder Monokelhämatome meist nach einer größeren Gewalteinwirkung.